# لئون کنستانتین
لئون کنستانتین (انگلیسی: Leon Constantine؛ زادهٔ ۲۴ فوریهٔ ۱۹۷۸) بازیکن فوتبال اهل بریتانیا است.
از باشگاه‌هایی که در آن بازی کرده‌است می‌توان به باشگاه فوتبال یورک سیتی، باشگاه فوتبال لیدز یونایتد، باشگاه فوتبال پیتربورو یونایتد، باشگاه فوتبال اولدهام اتلتیک، باشگاه فوتبال لوس، باشگاه فوتبال تورکی یونایتد، باشگاه فوتبال بوستون یونایتد، باشگاه فوتبال چلتنهام تاون، باشگاه فوتبال ساوتند یونایتد، باشگاه فوتبال توتینگ اند میتچام یونایتد، باشگاه فوتبال براینتری تاون، باشگاه فوتبال نورث‌همپتون تاون، باشگاه فوتبال میلوال، باشگاه فوتبال برنتفورد، باشگاه فوتبال پاتریک تیسل، باشگاه فوتبال پورت ویل، باشگاه فوتبال هرفورد یونایتد، و باشگاه فوتبال لیتون اورینت اشاره کرد.